# Svenska cupen 2006 (bandy)
Svenska cupen i bandy 2006 vanns av Sandvikens AIK, efter seger med 7-3 mot Edsbyns IF i finalmatchen. Edsbyns IF var i egenskap av regerande mästare direktkvalificerade till slutomgångarna i Edsbyn Arena i Edsbyn under perioden 12-15 oktober 2006.

## Kvalspel
- 24 januari 2006: Västanfors IF-Falu BS 2-3
- 24 januari 2006: Ale-Surte BK-IFK Motala 2-5
- 25 januari 2006: Kalix Bandy-Ljusdals BK Kalix Bandy vidare på walk over
- 25 januari 2006: Eurocity BK-Bollnäs GoIF Eurocity BK vidare på walk over, men drog sig ur och Bollnäs GoIF ställde upp på nytt.
- 25 januari 2006: IFK Kungälv-Villa Lidköping BK 2-14
- 25 januari 2006: Gripen Trollhättan BK-IFK Vänersborg 4-5 efter förlängning
- 25 januari 2006: Jönköping Bandy IF-BK Derby 5-4 efter förlängning
- 25 januari 2006: Finspångs AIK-Katrineholms SK 5-4
- 25 januari 2006: Tillberga IK-Västerås SK 4-7
- 25 januari 2006: Gustavsbergs IF-Hammarby IF 4-6
- 25 januari 2006: Skutskärs IF-Sandvikens AIK 2-23
- 25 januari 2006: Selånger SK Bandy-Broberg/Söderhamn Bandy 4-7
- 25 januari 2006: Frillesås BK-Vetlanda BK 4-7
- 28 januari 2006: Örebro SK-IK Sirius 9-6
- 28 januari 2006: Slottsbrons IF-BS BolticGöta 3-5

## Gruppspel

### I
| Nr | Lag                     | S | V | O | F | +/-    | P |
| -- | ----------------------- | - | - | - | - | ------ | - |
| 1  | Broberg/Söderhamn Bandy | 3 | 3 | 0 | 0 | 7 - 0  | 6 |
| 2  | Hammarby IF             | 3 | 2 | 0 | 1 | 16 - 9 | 4 |
| 3  | Falu BS                 | 3 | 1 | 0 | 2 | 6 - 11 | 2 |
| 4  | Finspångs AIK           | 3 | 0 | 0 | 3 | 3 -16  | 0 |

- 12 oktober 2006: Broberg/Söderhamn Bandy-Hammarby IF 7-6
- 12 oktober 2006: Falu BS-Finspångs AIK 3-1
- 13 oktober 2006: Hammarby IF-Finspångs AIK 6-2
- 13 oktober 2006: Broberg/Söderhamn Bandy-Falu BS 6-3
- 14 oktober 2006: Finspångs AIK-Broberg/Söderhamn Bandy 0-7
- 14 oktober 2006: Hammarby IF-Falu BS 4-0

### II
| Nr | Lag                | S | V | O | F | +/-    | P |
| -- | ------------------ | - | - | - | - | ------ | - |
| 1  | Bollnäs GoIF       | 3 | 3 | 0 | 0 | 12 - 3 | 6 |
| 2  | Västerås SK        | 3 | 2 | 0 | 1 | 12 - 7 | 4 |
| 3  | Villa Lidköping BK | 3 | 1 | 0 | 2 | 8 - 13 | 2 |
| 4  | BS BolticGöta      | 3 | 0 | 0 | 3 | 6 -15  | 0 |

- 12 oktober 2006: BS BolticGöta-Västerås SK 3-5
- 12 oktober 2006: Bollnäs GoIF-Villa Lidköping BK 5-1
- 13 oktober 2006: BS BolticGöta-Bollnäs GoIF 1-4
- 13 oktober 2006: Villa Lidköping BK-Västerås SK 1-6
- 14 oktober 2006: Villa Lidköping BK-BS BolticGöta 6-2
- 14 oktober 2006: Västerås SK-Bollnäs GoIF 1-3

### III
| Nr | Lag         | S | V | O | F | +/-     | P |
| -- | ----------- | - | - | - | - | ------- | - |
| 1  | Edsbyns IF  | 3 | 3 | 0 | 0 | 16 - 3  | 6 |
| 2  | Vetlanda BK | 3 | 1 | 1 | 1 | 10 - 9  | 3 |
| 3  | Kalix Bandy | 3 | 1 | 0 | 2 | 11 - 18 | 2 |
| 4  | IFK Motala  | 3 | 0 | 1 | 2 | 8 -15   | 1 |

- 12 oktober 2006: Edsbyns IF-IFK Motala 6-0
- 12 oktober 2006: Kalix Bandy-Vetlanda BK 2-4
- 13 oktober 2006: Vetlanda BK-Edsbyns IF 2-6
- 13 oktober 2006: IFK Motala-Kalix Bandy 7-8
- 14 oktober 2006: Edsbyns IF-Kalix Bandy 4-1
- 14 oktober 2006: IFK Motala-Vetlanda BK 1-1

### IV
| Nr | Lag                | S | V | O | F | +/-     | P |
| -- | ------------------ | - | - | - | - | ------- | - |
| 1  | Sandvikens AIK     | 3 | 3 | 0 | 0 | 18 - 4  | 6 |
| 2  | Örebro SK          | 3 | 2 | 0 | 1 | 10 - 10 | 4 |
| 3  | IFK Vänersborg     | 3 | 1 | 0 | 2 | 10 - 9  | 2 |
| 4  | Jönköping Bandy IF | 3 | 0 | 0 | 3 | 4 -19   | 0 |

- 12 oktober 2006: Sandvikens AIK-Örebro SK 8-0
- 12 oktober 2006: Jönköping Bandy IF-IFK Vänersborg 2-6
- 13 oktober 2006: Jönköping Bandy IF-Sandvikens AIK 2-6
- 13 oktober 2006: Örebro SK-IFK Vänersborg 2-3
- 14 oktober 2006: Sandvikens AIK-IFK Vänersborg 4-2
- 14 oktober 2006: Örebro SK-Jönköping Bandy IF 7-0

## Slutspel

### Kvartsfinaler
- 14 oktober 2006: Broberg/Söderhamn Bandy-Västerås SK 2-5
- 14 oktober 2006: Bollnäs GoIF-Hammarby IF 1-2
- 14 oktober 2006: Edsbyns IF-Örebro SK 9-0
- 14 oktober 2006: Sandvikens AIK-Vetlanda BK 3-1

### Semifinaler
- 15 oktober 2006: Västerås SK-Edsbyns IF 1-2
- 15 oktober 2006: Hammarby IF-Sandvikens AIK 2-4

### Final
- 15 oktober 2006: Edsbyns IF-Sandvikens AIK 3-7

Sandvikens AIK svenska cupmästare i bandy 2006.